# San Miguel (vulkaan)
San Miguel is een stratovulkaan in het departement San Miguel in El Salvador. De berg ligt ongeveer acht kilometer ten zuidwesten van de stad San Miguel en is ongeveer 2130 meter hoog.
Ten noordwesten van de vulkaan ligt de vulkaan Chinameca.

## Geschiedenis
Op 29 december 2013 barstte de San Miguel om 10:30 lokale tijd uit en spuwde daarbij as en rook de lucht in. In een straal van drie kilometer rond de vulkaan werden duizenden mensen geëvacueerd. De uitbarsting was de eerste in elf jaar tijd.

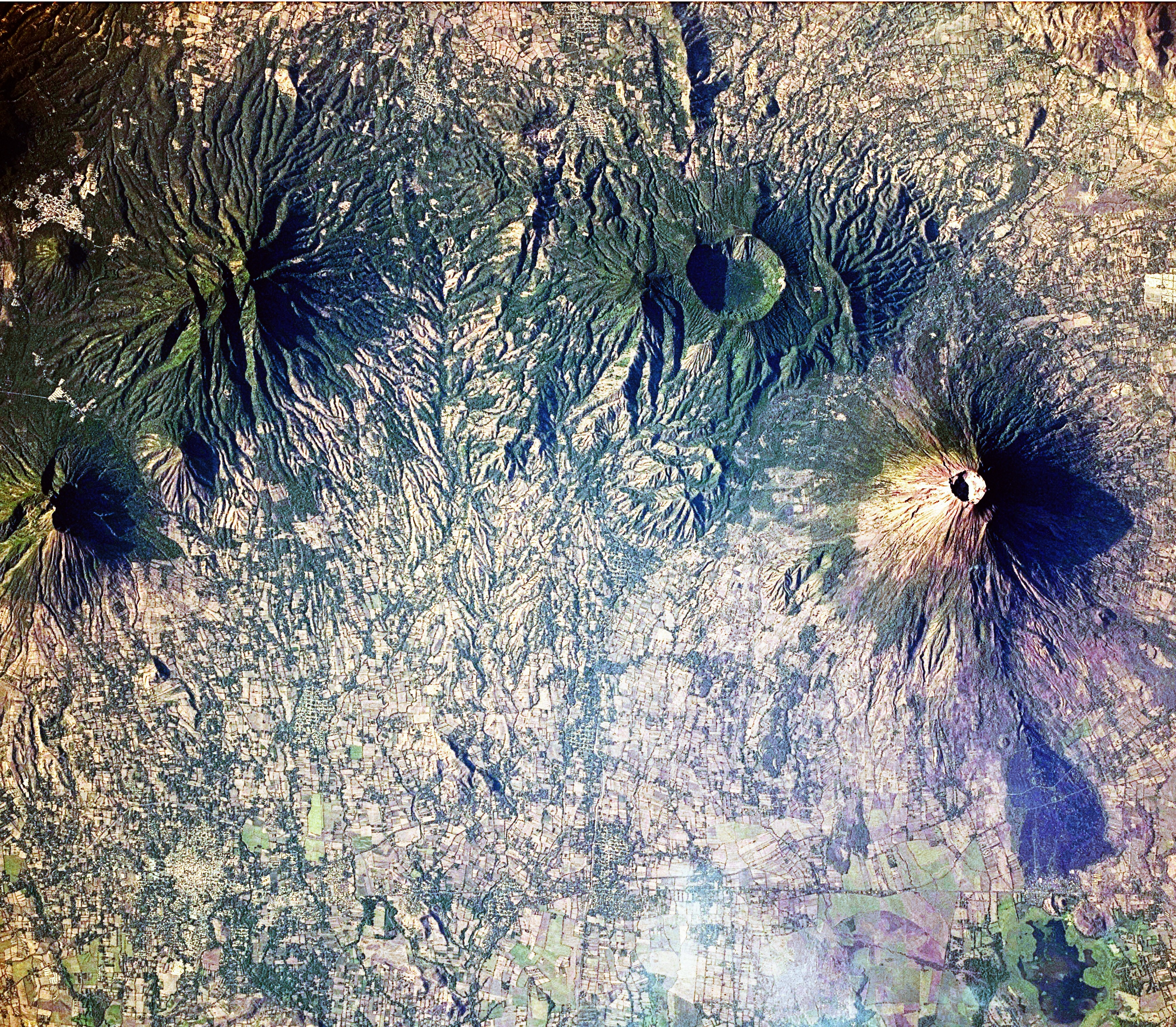
Rechts op de satellietfoto is de San Miguel te zien. Aan de zuidzijde ervan is een oude lavastroom te zien.
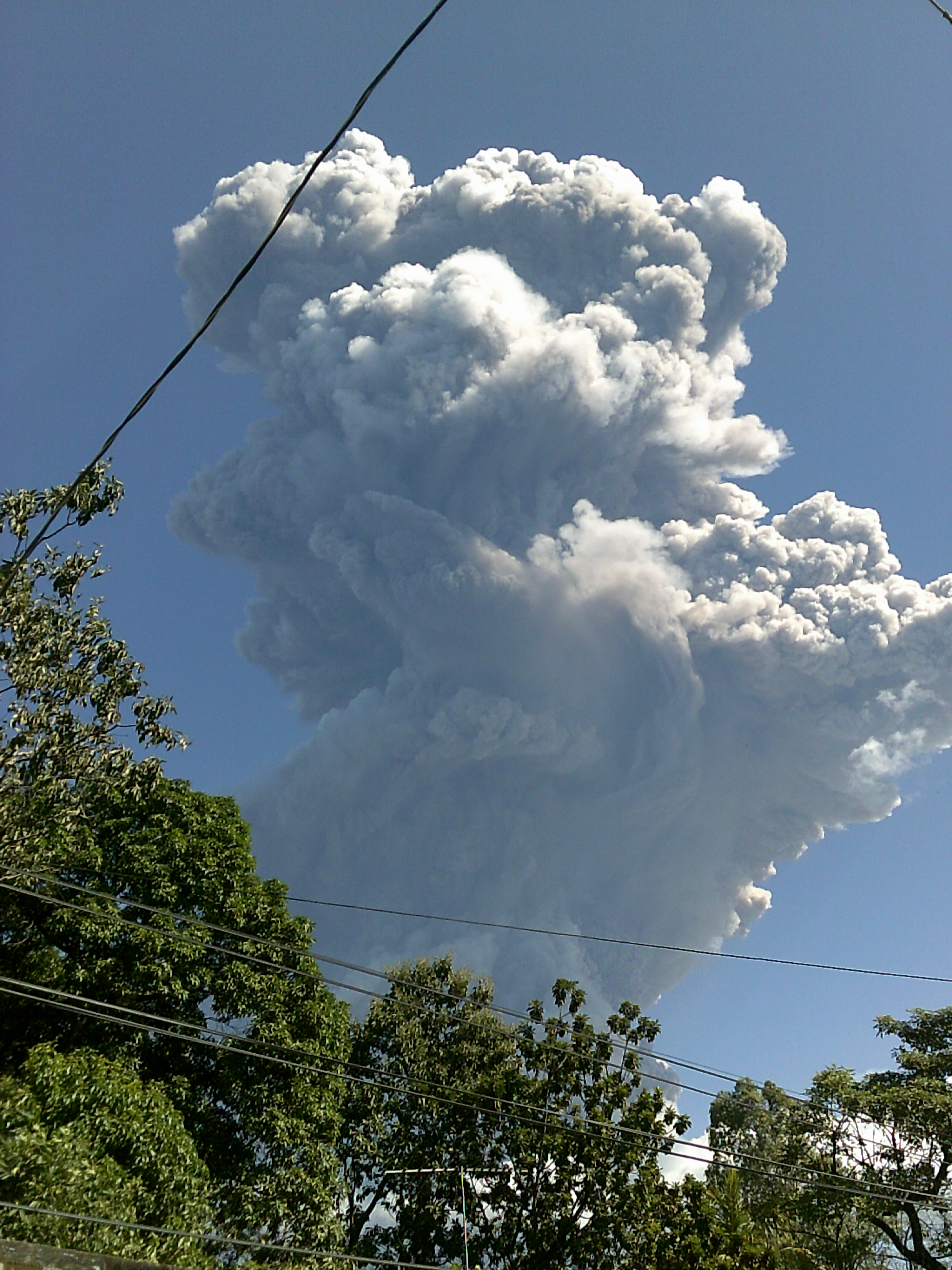
Uitbarstingskolom op 29 december 2013